# Ponte Dongho
A Ponte Dongho é uma ponte rodoferroviária sobre o rio Han, localizada em Seul, capital da Coreia do Sul. Concluída em 1984, ela liga os distritos de Gangnam e Seongdong. Além do tráfego rodoviário, por ela também passa a linha 3 do Metrô de Seul.